# Søs Marie Laybourn
Søs Marie Serup Laybourn (tidligere Søs Marie Serup; født 13. juli 1974 i Kalhave ved Vejle) er en dansk politisk kommentator og tidligere pressechef, der er fast tilknyttet TV 2. 
Serup Laybourn, der er landmandsdatter, blev cand.phil. i engelsk fra Syddansk Universitet i 2000 med suppleringsfag i medievidenskab fra Aarhus Universitet.
Hun blev i 2003 ansat i Venstres Pressetjeneste på Christiansborg, og blev i 2005 partiets pressechef. Efter folketingsvalget 2007 og den deraf følgende regeringsrokade blev hun særlig rådgiver for finansminister Lars Løkke Rasmussen. Da denne i april 2009 overtog statsministerposten som følge af Anders Fogh Rasmussens tilbagetræden, blev Søs Marie atter Rasmussens særlige rådgiver.
I marts 2010 blev hun leder af Venstres Center for kommunikation og politik. Hun fratrådte denne stilling 14. marts 2011 og skrev i en udtalelse: "Jeg er uenig i de strategiske beslutninger, der bliver truffet og har været det igennem nogen tid. Derfor må jeg naturligvis tage den professionelle konsekvens at fratræde min stilling."
I september 2011 startede hun kommunikationsvirksomheden BY SERUP.
Fra november 2013 har Søs Marie Serup været politisk kommentator på B.T. Fra april 2013 var hun desuden fast kommentator på programmet "1240K" på TV 2 News sammen med først Kristian Madsen (Politiken) og derefter med Amalie Kestler (Politiken). I februar 2015 lancerede TV2 News en stribe nye magasiner, bl.a. Indenfor Murene med Søs Marie Serup og Hans Engell som faste kommentatorer hver torsdag. Søs Marie Serup har desuden fungeret som flittigt brugt kommentator i forbindelse med Folketingsvalget 2015 og er fast politisk kommentator i News & Co. og Besserwisserne på TV 2 News.
Hun er tidligere bestyrelsesmedlem i foreningen Folkemødet.
Søs Marie Serup udgav i 2018 bogen "Da Kvinder tog magten" og i 2021 sammen med Mikkel Faurholdt bogen "Skaberen, taberen, frelseren? Historien om Dansk Folkeparti". 
Privat er hun gift med Frank Laybourn, der er tidligere særlig rådgiver. Parret har en adopteret søn.